# نیکولا دل پیوو
نیکولا دل پیوو (انگلیسی: Nicola Del Pivo؛ زادهٔ ۱۰ آوریل ۱۹۹۲) بازیکن فوتبال اهل ایتالیا است.
از باشگاه‌هایی که در آن بازی کرده‌است می‌توان به باشگاه فوتبال کومو، باشگاه فوتبال چزنا، و باشگاه فوتبال پارما اشاره کرد.